# Бретињол
Бретињол (фр. Bretignolles) насеље је и општина у западној Француској у региону Поату-Шарант, у департману Де Севр која припада префектури Бресир.
По подацима из 2011. године у општини је живело 637 становника, а густина насељености је износила 48,4 становника/km². Општина се простире на површини од 13,16 km². Налази се на средњој надморској висини од 230 метара (максималној 237 m, а минималној 150 m).

## Демографија
| 1962. | 1968. | 1975. | 1982. | 1990. | 1999. | 2011. |
| ----- | ----- | ----- | ----- | ----- | ----- | ----- |
| 476   | 485   | 495   | 513   | 523   | 602   | 637   |

График промене броја становника у току последњих година